# Національний університет Патагонії
Національний університет Патагонії (ісп. Universidad Nacional de la Patagonia San Juan Bosco) — вищий навчальний заклад у Патагонії, південна Аргентина. Був заснований 25 лютого 1980 року.
Університет має чотири школи: технічну, економічну, гуманітарних наук, права та природничих наук. Його філії розташовані у таких містах: Пуерто-Мадрин, Трелев, Ескель, Комодоро-Рівадавія та Ушуая. Центральний офіс розміщений у місті Комодоро-Рівадавія.
В університеті навчається близько 20 000 студентів.